# Gunnar Björnstrand
Gunnar Björnstrand   (Estocolm, 13 de novembre de 1909 - Estocolm, 26 de maig de 1986) nom artístic de Knut Gunnar Johanson, fou un actor suec de teatre, cinema i televisió.

## Biografia
Gunnar sempre va voler ser actor igual que el seu pare, Oscar Johanson. El 1933 va anar a estudiar a l'Escola d'actuació del Teatre Dramàtic Reial (Dramaten), on coincidiria amb Ingrid Bergman i Hasso Signe, i també amb Lillie Björnstrand, que es convertiria en la seva esposa fins al moment de la mort d'ella, i de la qual prengué el seu nom artístic. La parella va tenir una filla, Veronica Björnstrand, que també va treballar al cinema i TV.
Després de la seva graduació, va ingressar, juntament amb Lillie, a l'Agència Sueca de Teatre a Vaasa (Finlàndia), on van viure dos anys en difícils circumstàncies econòmiques. Un cop de tornada a Suècia, Gunnar encara va trigar alguns anys a establir-se com a actor.
El seu primer paper important l'aconseguiria el 1943, amb la pel·lícula Nit en el port. Un cop acabada la Segona Guerra Mundial va començar la seva col·laboració amb Ingmar Bergman, que esdevindria crucial. El 1946 van fer junts Plou sobre el nostre amor. Aviat es convertiria en un dels actors fixos en les pel·lícules del geni suec, amb títols com Nit de circ, Com en un mirall (1961) i Els combregants (1963). Aquesta darrera pel·lícula va resultar problemàtica a causa dels problemes de salut que començava a mostrar i a l'antipatia que l'inspirà el personatge que interpretava; tot i així, al cap de tres anys va tornar a treballar amb Bergman a Persona (1966) i encara un altre cop poc després amb Vergonya (1968), en la què realitzà una gran interpretació.
El 1970 patí un trombosi que féu minvar el nombre de pel·lícules en les que treballaria a partir d'aleshores; tanmateix encara va fer algunes pel·lícules memorables, de nou amb Ingmar Bergman, com Cara a cara (1976) i Sonata de tardor (1977).
Va fer diversos papers per a la televisió i va participar en algunes pel·lícules a l'estranger, incloent el paper principal en la pel·lícula italiana Isola. Durant el rodatge d'aquesta pel·lícula, el gran director italià Federico Fellini li va proposar un paper en una pel·lícula, però el projecte no tirà endavant per les dificultats amb l'idioma. També va protagonitzar sèries còmiques per a la ràdio, com El barret bombí i un paraigua.
Gunnar va fer el seu últim paper en el film més evocador de Bergman, Fanny i Alexander, en 1982. Llavors ja patia Alzheimer, la qual cosa li impedia memoritzar bé les línies, però mostrà una voluntat de ferro per vèncer les dificultats i aconseguí complir amb el seu paper.
Björnstrand va mostrar durant la seva llarga carrera una gran versatilitat que li permeté fer tot tipus de papers, des de la comèdia lleugera —en la qual excel·lí en els seus inicis— fins al drama més complex, i va aconseguir unes interpretacions originals de cada guió, com ho revela tota la seva trajectòria amb Bergman, amb personatges molt complexos.
Björnstrand també va mostrar públicament la seva posició davant els problemes socials del seu temps, i va participar en les protestes contra la guerra del Vietnam.

## Filmografia parcial
- Nit en el port (Natt i hamn, 1943), dir. Hampe Faustman
- Turments (Hets, 1944), dir. Alf Sjöberg
- Plou sobre el nostre amor (1946), dir. Ingmar Bergman
- Música en la foscor (1948), dir. Ingmar Bergman
- Nit en el meu futur (1948)
- Secrets de dones (1952), dir. Ingmar Bergman
- Nit de circ (1953), dir. Ingmar Bergman
- Una lliçó d'amor (1954), dir. Ingmar Bergman
- Somnis de dona (1955), dir. Ingmar Bergman
- Somriures d'una nit d'estiu (1955), dir. Ingmar Bergman
- El setè segell (1957), dir. Ingmar Bergman
- Night Light (1957), dir. Lars-Eric Kjellgren
- Maduixes silvestres (1957), dir. Ingmar Bergman
- El rostre (1958), dir. Ingmar Bergman
- Miss April (1958)
- L'ull del diable (1960), dir. Ingmar Bergman
- El jardí de les delícies (1961), dir. Alf Kjellin
- Com en un mirall (1961), dir. Ingmar Bergman
- Els combregants (1962), dir. Ingmar Bergman
- Loving Couples (1964)
- Persona (1966), dir. Ingmar Bergman
- La meva germana, el meu amor (1966)
- Hagbard and Signe (1967)
- The Girls (1968)
- Vergonya (1968), dir. Ingmar Bergman
- El ritu (1969), dir. Ingmar Bergman
- Violenza al sole (1969)
- Cara a cara (1976), dir. Ingmar Bergman
- Sonata de tardor (1978),, dir. Ingmar Bergman
- Avskedet (1982)
- Fanny i Alexander (1982), dir. Ingmar Bergman
- Farmor och vår herre (TV)